# Mojmir II
Mojmir II – od 894 do prawdopodobnie 906 roku czwarty, ostatni znany władca Państwa Wielkomorawskiego. Po 907 roku źródła historyczne o Mojmirze II milczą. Przypuszcza się więc, że zmarł właśnie w tym roku. Pochodził z dynastii Mojmirowiców.
Na wielkomorawski tron książęcy wstąpił po śmierci swojego ojca, księcia Świętopełka I. Jego młodszy brat, Świętopełk II, dostał pod swoją pieczę lenne Księstwo Nitrzańskie. Między braćmi doszło już w 895 roku do poważnej sprzeczki, która zaczęła paraliżować przemiany polityczne w państwie. Oprócz tego Mojmir II musiał pracować nad poprawą złych stosunków z Państwem Wschodniofrankijskim. Król Arnulf starał się stale utrzymywać swoje wpływy na Wielkich Morawach. Świętopełk II, który próbował pogłębić swoje kontakty z Bawarią, odwiedził w 897 roku Arnulfa i zobowiązał się być jego sprzymierzeńcem. Po tym wydarzeniu Mojmir II wysłał wojsko przeciwko Świętopełkowi II, lecz poniósł porażkę w starciu z Arnulfem.
Podczas gdy trwały wewnętrzne spory polityczne, Państwo Wielkomorawskie utraciło dawniej zdobyte ziemie. W 894 roku Panonię tymczasowo przejęło Państwo Wschodniofrankijskie. Wschodni Frankowie uzyskali wpływy w Czechach, które po wzmocnieniu się Spitygniewa I w 895 roku również oderwały się od Wielkich Moraw. W 896 roku Węgrzy przejęli ziemie wzdłuż rzeki Cisy, tym samym bezpośredni sąsiedzi stali się ogromnym niebezpieczeństwem dla Państwa Wielkomorawskiego.
W 898 roku Mojmír II wysłał do Rzymu poselstwo prosząc papieża o odnowienie biskupstwa wielkomorawskiego. Samorząd kościelny po raz pierwszy ucierpiał po 885 roku, kiedy zostali wygnani uczniowie Metodego, i po raz drugi do końca rządów Świętopełka I, kiedy z kraju odszedł biskup nitrzański Wiching. Na przełomie lat 898 i 899 Wielkie Morawy zaatakowali Bawarowie, którzy dążyli do złamania władzy Mojmirowiców. Po tym wydarzeniu Mojmir II uwięził swojego brata Świętopełka II, który niebawem został wyzwolony przez swoich bawarskich sojuszników. Świętopełk II opuścił Wielkie Morawy wraz z Bawarami.
Po śmierci króla Arnulfa w 899 roku przybyli na Morawy księża z Rzymu, aby wyświęcić tutaj nowych słowiańskich biskupów. Doszło zapewne do odnowienia trzech wielkomorawskich biskupstw i jednego arcybiskupstwa, w których ponownie zaczęto sprawować liturgię starosłowiańską.
Niektórzy Węgrzy na przełomie IX i X wieku osiedlili się na ziemiach wielkomorawskich i w 900 roku wspólnie z morawskimi wojami zaatakowali Bawarię i spustoszyli ją. Mojmir II w 901 roku zawarł umowę pokojową z Państwem Wschodniofrankijskim i zapewne przejściowy sojusz z Węgrami został zerwany. W tym samym roku, według części źródeł, w czasie pokoju na Morawy wrócił Świętopełk II.
W 902 roku Mojmirowi II udało się powstrzymać węgierski atak. W 904 roku Węgrzy po raz drugi spustoszyli i tym razem pokonali Bawarię.
W 906 roku doszło do wielkiej bitwy między węgierskimi i wielkomorawskimi wojskami, którą prawdopodobnie wygrał jeszcze Mojmir II i Węgrzy na krótki czas ponownie zostali wygnani. Niebawem, w 907 roku niedaleko obecnej Bratysławy rozegrała się bitwa między Bawarami i Węgrami, w której nie wzmiankuje się już udziału Mojmira II ani Morawian. Bardzo prawdopodobne, że Mojmir II zmarł jeszcze przed tą bitwą, albo zginął podczas niej, wraz ze swoim bratem i większą częścią wielkomorawskich wielmożów.
Z początkiem X wieku doszło do upadku Państwa Wielkomorawskiego, jednak wytworzone struktury państwowe nie zanikły i najprawdopodobniej po rozpadzie na mniejsze ziemie całkowicie utrzymały się jeszcze kilka dziesięcioleci. Natomiast struktury samorządu kościoła wielkomorawskiego całkowicie przetrwały okres rozpadu państwa i pomimo różnych przeciwności utrzymały się.